# 이십살가야견
20살가야견(二十薩迦耶見) 또는 20종살가야견(二十種薩迦耶見)은 살가야견 즉 유신견(有身見)을 5온 또는 5취온에 근거하여 세분하였을 때의 5가지 아견(我見)과 15가지 아소견(我所見)을 통칭하는 낱말이다. 전통적인 용어로는 20구살가야견(二十句薩迦耶見)이라 한다.
5가지 아견(我見)을 전통적인 용어로 5아견(五我見)이라 하고, 15가지 아소견(我所見)을 전통적인 용어로 15아소견(十五我所見)이라 한다.
아견(我見)은 실아(實我) 즉 실제로 존재하는 나[我]가 있다는 염오견으로, 비아(非我)의 법 즉 무아(無我)의 법을 나[我]라고 집착하는 견해이다. 한편, 아견(我見)은 유식학에서 제7말나식이 항상 상응하는 4가지 근본번뇌 가운데 하나이다. 이와는 달리 20살가야견의 문맥에서의 아견(我見)은 5온 또는 5취온의 각 요소를 나[我]라고 여기는 것을 말한다. 따라서, 5아견(五我見)이 있게 된다.
아소견(我所見)의 일반적인 정의에 따르면, 아소견은 내 것[我所]이라고 할 수 없는 것을 내 것[我所]이라고 여기는 염오견이다. 내 것[我所]이라는 견해는 나[我]가 존재한다는 전제하에서만 성립되므로 아소견도 살가야견 즉 유신견(有身見: 나[身]가 있다는 견해)에 소속되는 것으로 본다. 일반적으로, '5온의 각 요소를 내 것[我所]이라고 여기는 유형의 견해'를 아소견이라고 하는데, 보다 엄밀히는, 이 유형의 견해에 '내가 5온의 어느 요소에 존재한다는 유형의 견해'와 '5온의 각 요소가 나라는 존재 안에 존재한다는 유형의 견해'를 합한 3가지 유형의 견해를 통칭하여 아소견이라고 한다.
《대승아비달마잡집론》에 따르면, '5온의 각 요소가 내 안에 존재한다고 여기는 유형의 견해'를 상응아소(相應我所)라고 한다. 이것은 내가 5온의 각 요소와 상응할 수 있는 것은 나라는 존재 안에 5온의 각 요소가 존재하기 때문이라고 보는 견해이기 때문에 상응아소라고 한다. '5온의 각 요소를 내 것이라고 여기는 유형의 견해'를 수전아소(隨轉我所)라고 한다. 이것은 5온의 각 요소가 나의 자재력 즉 역량에 따라 혹은 버리기도 하고 혹은 부리는 것이기도 한다는 뜻에서 수전아소라고 한다. '내가 5온의 어느 요소에 존재한다고 여기는 유형의 견해'를 불리아소(不離我所)라고 한다. 이것은 나라는 존재가 5온의 모두 또는 일부에 편재하여 언제나 그것들과 함께 행동한다는 뜻에서 불리아소라고 한다.
5온의 각 요소에 대해 상응아소 · 수전아소 · 불리아소의  3가지 유형의 아소견이 있으므로, 15아소견(十五我所見)이 있게 된다.

## 5아견
5아견(五我見)은 다음의 5가지 아견(我見)을 말한다.
1. 5온 가운데 색온(色蘊)을 나[我]라고 여기는 견해
2. 5온 가운데 수온(受蘊)을 나[我]라고 여기는 견해
3. 5온 가운데 상온(想蘊)을 나[我]라고 여기는 견해
4. 5온 가운데 행온(行蘊)을 나[我]라고 여기는 견해
5. 5온 가운데 식온(識蘊)을 나[我]라고 여기는 견해

## 15아소견
15아소견(十五我所見)은 다음의 15가지 아소견(我所見)을 말한다.

5온 가운데 색온(色蘊)과 관련된 3가지 아소견, 즉 상응아소(相應我所) · 수전아소(隨轉我所) · 불리아소(不離我所)
1. 아유색(我有色): 색온과 관련된 상응아소로, 색온이 내[我] 안에 존재한다고 여기는 견해
2. 색속아(色屬我) 또는 색시아소(色是我所): 색온과 관련된 수전아소로, 색온이 나[我]에 소속되어 있다고 여기는 견해, 즉 색온을 내 것[我所]이라고 여기는 견해
3. 아재색중(我在色中): 색온과 관련된 불리아소로, 색온 안에 내[我]가 존재한다고 여기는 견해

5온 가운데 수온(受蘊)과 관련된 3가지 아소견, 즉 상응아소(相應我所) · 수전아소(隨轉我所) · 불리아소(不離我所)
1. 아유수(我有受): 수온과 관련된 상응아소로, 수온이 내[我] 안에 존재한다고 여기는 견해
2. 수속아(受屬我) 또는 수시아소(受是我所): 수온과 관련된 수전아소로, 수온이 나[我]에 소속되어 있다고 여기는 견해, 즉 수온을 내 것[我所]이라고 여기는 견해
3. 아재수중(我在受中): 수온과 관련된 불리아소로, 수온 안에 내[我]가 존재한다고 여기는 견해

5온 가운데 상온(想蘊)과 관련된 3가지 아소견, 즉 상응아소(相應我所) · 수전아소(隨轉我所) · 불리아소(不離我所)
1. 아유상(我有想): 상온과 관련된 상응아소로, 상온이 내[我] 안에 존재한다고 여기는 견해
2. 상속아(想屬我) 또는 상시아소(想是我所): 상온과 관련된 수전아소로, 상온이 나[我]에 소속되어 있다고 여기는 견해, 즉 상온을 내 것[我所]이라고 여기는 견해
3. 아재상중(我在想中): 상온과 관련된 불리아소로, 상온 안에 내[我]가 존재한다고 여기는 견해

5온 가운데 행온(行蘊)과 관련된 3가지 아소견, 즉 상응아소(相應我所) · 수전아소(隨轉我所) · 불리아소(不離我所)
1. 아유행(我有行): 행온과 관련된 상응아소로, 행온이 내[我] 안에 존재한다고 여기는 견해
2. 행속아(行屬我) 또는 행시아소(行是我所): 행온과 관련된 수전아소로, 행온이 나[我]에 소속되어 있다고 여기는 견해, 즉 행온을 내 것[我所]이라고 여기는 견해
3. 아재행중(我在行中): 행온과 관련된 불리아소로, 행온 안에 내[我]가 존재한다고 여기는 견해

5온 가운데 식온(識蘊)과 관련된 3가지 아소견, 즉 상응아소(相應我所) · 수전아소(隨轉我所) · 불리아소(不離我所)
1. 아유식(我有識): 식온과 관련된 상응아소로, 식온이 내[我] 안에 존재한다고 여기는 견해
2. 식속아(識屬我) 또는 식시아소(識是我所): 식온과 관련된 수전아소로, 식온이 나[我]에 소속되어 있다고 여기는 견해, 즉 식온을 내 것[我所]이라고 여기는 견해
3. 아재식중(我在識中): 식온과 관련된 불리아소로, 식온 안에 내[我]가 존재한다고 여기는 견해

## 참고 문헌
- 곽철환 (2003). 《시공 불교사전》. 시공사 / 네이버 지식백과. |title=에 외부 링크가 있음 (도움말)
- 안혜 지음, 현장 한역, 이한정 번역 (K.576, T.1605). 《대승아비달마잡집론》. 한글대장경 검색시스템 - 전자불전연구소 / 동국역경원. K.576(16-228), T.1606(31-694). |title=에 외부 링크가 있음 (도움말)
- 운허.  동국역경원 편집, 편집. 《불교 사전》. |title=에 외부 링크가 있음 (도움말)
- (중국어) 무착 조, 현장 한역 (T.1605). 《대승아비달마집론(大乘阿毘達磨集論)》. 대정신수대장경. T31, No. 1605, CBETA. |title=에 외부 링크가 있음 (도움말)
- (중국어) 佛門網. 《佛學辭典(불학사전)》. |title=에 외부 링크가 있음 (도움말)
- (중국어) 星雲. 《佛光大辭典(불광대사전)》 3판. |title=에 외부 링크가 있음 (도움말)
- (중국어) 안혜 조, 현장 한역 (T.1606). 《대승아비달마잡집론(大乘阿毘達磨雜集論)》. 대정신수대장경. T31, No. 1606, CBETA. |title=에 외부 링크가 있음 (도움말)